# フィンランドの地理

フィンランドの地図

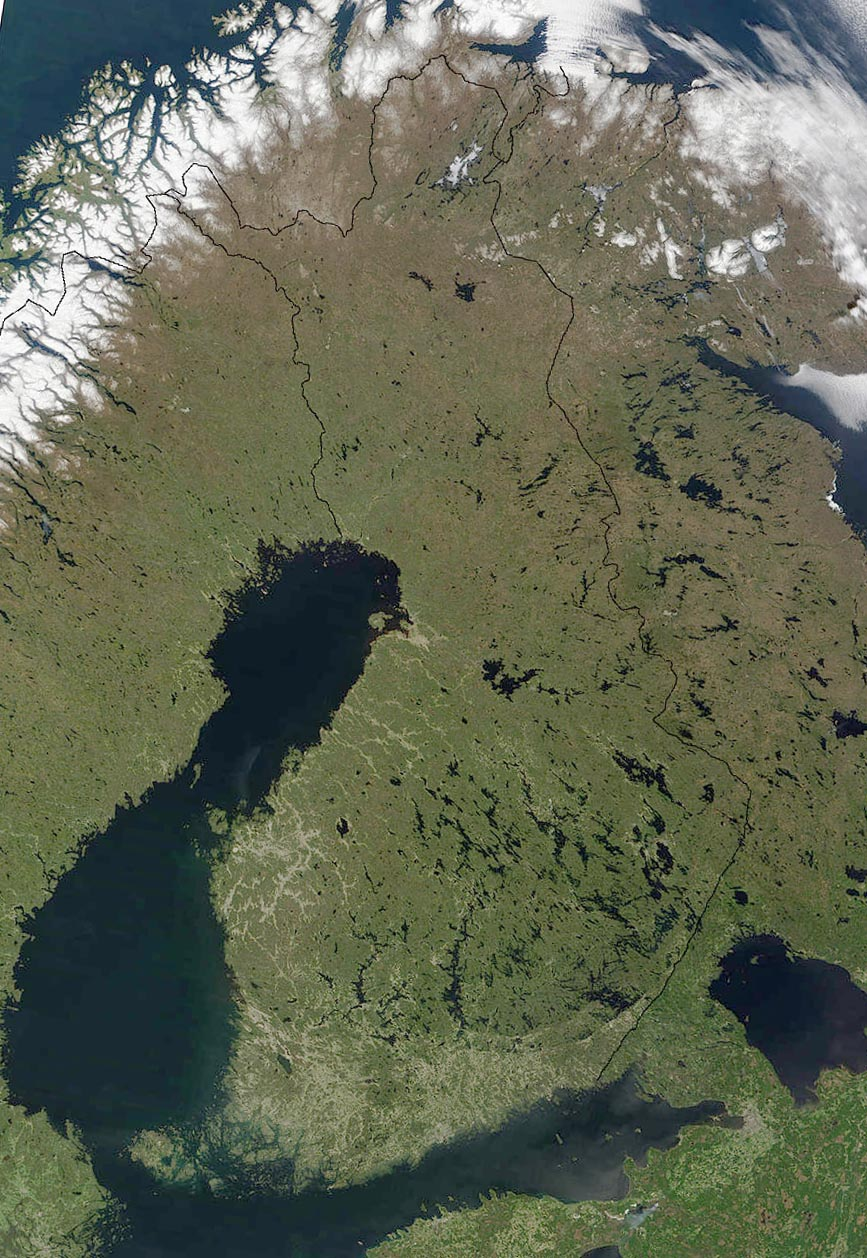
衛星写真

フィンランドの地理では、フィンランドの地理の概略を解説する。

## 概要
フィンランドの地理は他の北欧諸国とは違っている。スウェーデンとの間はバルト海のボスニア湾で境を分かち、ロシアとの間にはフィンランド湾がある。フィンランドは欧州大陸最北の国である。他の国はさらに北の地点を持っているが、事実上、フィンランドは全土が北緯60度以北に位置している。国土の1/3程度、1/4近くが北極圏に入っている。
フィンランドの首都ヘルシンキはヨーロッパ大陸最北の首都である。また、ロシアと長い国境を接するほか、北部では気候が厳しいため国土の南部に人口が集中している。 

## 大きさ、国境、地史
フィンランドの国土総面積は338,144km2である。フィンランドはロシア、ウクライナ、フランス、スペイン、スウェーデン、ドイツに次いでヨーロッパで7番目に大きい国である。土地のうち、10%が水域面積であり、69%が森林、8%が耕作地、13%がその他となっている。
フィンランドの地理においてもっとも顕著な傾向は大陸的氷河の痕跡である。氷河は国土の表面に溝をつくり、磨きあげた。氷河は1万年前に後退したと考えられ、このとき氷堆石、氷堆丘、エスカーなどを残した。他にも氷河の存在の兆候として、南部地帯の多数の湖がある。分厚い氷の膜の動く力は、氷床をえぐり、氷が解けるとその穴に水がたまった。この湖や河川が氷河による形成の痕跡と考えられている。氷河の後退は地学的規模からみればそう遠くない過去のことであり、現代も流域の状況は未完成で、確立したものではない。氷河の進行と後退の方向はフィンランドの河川や湖の向きを広範囲で北東から南西の向きへ調整した。サルパウセルッカ分水嶺と呼ばれる二本の峰が25kmの間隔で平行に伸びており、これが氷堆石の終点である。フィンランド南部にある分水嶺の最高点は標高200mにおよぶ。
氷河大陸に覆われその重さに押し下げられていた時代が去り、氷河という重石が失われたことによって地殻均衡を保とうとする地球の動きから、フィンランドの土地は現在も隆起を続けており、氷河後退後100世紀は隆起を続けると考えられる。南部、南西部ではこの作用は1世紀あたり25cmから30cm程度のゆっくりとした早さで続くと考えられる。北方のポフヤンマー（ボスニア湾沿岸）地区では隆起はより早く、1世紀あたり80cmから90cmの早さで起こっている。このことから、フィンランドは毎年7km2の土地が海面から顔を出していることとなる。
フィンランドの形は片腕の人間に似ているとされる。フィンランドでは、この姿を擬人化したものである「フィンランドの乙女 (Suomi-neito) 」がフィンランドとして描かれる。また、フィンランド語では彼女の名前によってこの国を言及する。いくつかの公式な文脈では、スウェーデンとノルウェーにはさまれたエノンテキオ周辺を腕 (käsivarsi) とし、また、フィンランド南部をスカート部分と見ている。継続戦争後、モスクワ休戦協定でフィンランドはペツァモと東カレリアを失った。このとき、彼女は腕を一本失い、スカートのふちが失われた。
フィンランドでもっとも長く、印象的な川は北部に位置するケミ川である。ケミ川はもっとも大きな支流網を持っている。南のオウル川流域が北国の始まりになっている。

## 地勢
世界の多くの国は明確な地理的地域に分かれ、それらが互いに支配的な自然特徴をもち、互いに他の特徴をどけ合っている。フィンランドでは自然特徴が国を分かつ4つの地理的地域で共通である。このためフィンランドの地域の違いは、小さな自然性質の組み合わせである。フィンランド南西部のフィンランド多島海では岩と水が主要である。フィンランド海岸では広範囲に粘土状の平原が広がり、ここでは農業が営まれている。内部のフィンランドの湖畔地域は広範囲の森が覆っている。フィンランド高地は極北の低木で覆われる。

### フィンランド多島海域
フィンランド多島海域は千々の島々と岩礁があり、南西海岸からバルト海に広がっている。この島々にはボスニア湾の入り口に位置する戦略的に重要なオーランド諸島を含んでいる。この森の覆われた岩肌の諸島は、以前の氷河作用に続いて起きた地盤の上昇で形成された。
第一次世界大戦後、フィンランドとスウェーデンの双方がこの島に対して領有主張を行った。また、この地域では文化的にもスウェーデン文化がフィンランド文化に勝っていた。しかしながら、戦略的意味から、国際連盟は1921年、オーランド諸島をフィンランドに属させるように裁定した。主な理由としては、冬の間に海面が凍ると諸島は物理的にフィンランドと接続し、また、国防の根幹となることが理由となった。

### フィンランド沿岸部
フィンランド沿海部は沿海の島から100km内陸までの広範に広がる粘土質の平原からなる。これらの傾斜した平原は南部フィンランドのモレーン状のサルパウセルッカ分水嶺の南に位置する。ボスニア湾沿岸では、これら傾斜した平原は南東の高地地帯から延びる。これらのフィンランド沿岸は農業や牧畜に使われている。

### 湖水地方
内陸湖水地域は地理的地域として最大である。また、外国人がフィンランドに持つ「湖水地方」といった典型的なイメージはこれである。この地域では南部のサルパウセルッカ分水嶺で境界が形作られている。分水嶺の後ろには、田舎の丘の森に分たれた千々の湖の網が広がっている。この地形は東側でも同じであり、ロシアまで延びている。結果として、ロシアとフィンランドの2国間には自然国境は見られない。
湖を構成することの定義がなく、多く存在する湖の数を数える手順も存在しないため、この地域にいくつの湖があるかを確認するのは不可能になっている。しかし、この地域には幅が200m以上の湖が最低でも55,000は存在する。最大の湖はサイマー湖であり、大きさは4,400km2である。この湖はヨーロッパでも5番目の大きさを誇る。最深部でも100メートル程度しかなく、平均水深は7mである。これらの湖は浅いため、これら多くの湖はフィンランドの年間降水量のわずかに多くの水を含んでいる。高台の湖をさえぎる丘とそれを被う森の地形は、氷河の痕跡であるドラムリンと曲がりくねったエスカーに形作られたものである。

### フィンランド高地
フィンランド高地は北極圏地域にまたがって広がっている。特にこの地域の北方はラップランドとして知られている。フィンランド高地の最高地点はキルピスヤルヴィ地区に見られるスカンディナヴィア山脈の延端の標高1000m近くの場所である。また、フィンランドで最も標高の高い場所でもある。高地の南側の地域は丘の起伏があり、北部はでこぼこの地形で急峻である。フィンランド高地の多くは山ではなく、沼沢地からなる。

## 気候

フィンランドにおけるケッペンの気候区分

フィンランドの気候は、緯度に最も重要な影響を与えられている。フィンランドは北方に位置しており、冬はもっとも長い季節である。諸島地域と南西海岸では冬は平均で12月はじめから3月半ばまでであるが、ラップランドでは10月はじめから5月までは冬である。南部地域は3ヶ月から4ヶ月の間降雪があるのに比べて、北方では7ヶ月間降雪する。北方の長い冬によって年降水量500mmから600mmの半分程度は冬に雪として積る。南部の降水量は年間600mmから700mmに達する。北方のように、一年中起こりうるが、雪はあまり多くない。
西の大西洋と東の大陸はこの国の気候の加減に相互に作用している。温かい水を運ぶメキシコ湾流と北大西洋海流はノルウェー、スウェーデン、フィンランドを温めている。西の風はバルト海地域とこの国の海岸に暖かい空気を運ぶ。この空気は特に南部で冬の気候を和らげる。これらの偏西風は、海を通ることで湿気を持ち、雲を呼ぶ。このため、夏の間は雲が太陽光を受けて減少させ太陽光をさえぎる。対照的に、ユーラシア大陸の大陸性高気圧は海洋気候の影響を中和し、時に冬を厳しくし、時に暑い夏をもたらす。
気温の最高記録は1914年7月にTurkuで観測された35.9 ℃、最低記録は1999年1月にKittiläで観測された−51.5 ℃である。
年平均気温は南西部では温和な冬と暖かい夏のために比較的高い (5.0 ℃から7.5 ℃)。一方ラップランドでは冬が厳しく低くなっている(0 ℃から−4 ℃)。

### 気温の記録
統計上の月ごとの最高気温、最低気温は以下の通りである。
| 月   | 温度              | 年月日             | 場所                     |
| ---- | ----------------- | ------------------ | ------------------------ |
| 1月  | +10.9 ℃ (51.6 °F) | 1973年1月6日       | オーランド Maarianhamina |
| 2月  | +11.8 ℃ (53.2 °F) | 1943年2月28日      | 南部 Helsinki            |
| 3月  | +17.5 ℃ (63.5 °F) | 2007年3月27日      | 南部 Helsinki-Vantaa     |
| 4月  | +25.5 ℃ (77.9 °F) | 1921年4月27日      | 中央部 Jyväskylä         |
| 5月  | +31.0 ℃ (87.8 °F) | 1995年5月30日,31日 | 南部 Lapinjärvi          |
| 6月  | +33.8 ℃ (92.8 °F) | 1934年6月24日      | 中央部 Ähtäri            |
| 7月  | +35.9 ℃ (96.6 °F) | 1914年7月9日       | 南部 Turku               |
| 8月  | +33.2 ℃ (91.8 °F) | 1912年8月5日       | 東部 Sulkava             |
| 9月  | +28.8 ℃ (83.8 °F) | 1968年9月6日       | 西部 Rauma               |
| 10月 | +19.4 ℃ (66.9 °F) | 1985年10月2日      | 南部 Helsinki            |
| 11月 | +14.1 ℃ (57.4 °F) | 1999年11月2日      | オーランド Maarianhamina |
| 12月 | +10.8 ℃ (51.4 °F) | 2006年12月6日      | 南部 Salo                |

| 月   | 温度             | 年月日         | 場所                     |
| ---- | ---------------- | -------------- | ------------------------ |
| 1月  | −51.5 ℃ (−61 °F) | 1999年1月28日  | ラップランド Kittilä     |
| 2月  | −49 ℃ (−56 °F)   | 1912年2月5日   | ラップランド Sodankylä   |
| 3月  | −44.3 ℃ (−48 °F) | 1971年3月1日   | ラップランド Salla       |
| 4月  | −36 ℃ (−33 °F)   | 1912年4月9日   | オウル県 Kuusamo         |
| 5月  | −24.6 ℃ (−12 °F) | 1971年5月1日   | ラップランド Enontekiö   |
| 6月  | −7 ℃ (19 °F)     | 1962年6月3日   | ラップランド Inari       |
| 7月  | −5 ℃ (23 °F)     | 1958年7月12日  | ラップランド Kilpisjärvi |
| 8月  | −10.8 ℃ (13 °F)  | 1980年8月26日  | ラップランド Salla       |
| 9月  | −18.7 ℃ (−2 °F)  | 1968年9月26日  | ラップランド Sodankylä   |
| 10月 | −31.8 ℃ (−25 °F) | 1968年10月25日 | ラップランド Sodankylä   |
| 11月 | −42 ℃ (−44 °F)   | 1915年11月30日 | ラップランド Sodankylä)  |
| 12月 | −47 ℃ (−53 °F)   | 1919年12月21日 | 東部 Pielisjärvi         |

## 地域と境界

### 面積
- 合計: 337,030 km2
- 陸地面積: 305,470 km2
- 水域面積: 31,560 km2

ドイツよりわずかに小さい。

### 国境線
- 合計: 2,628 km
- 国ごとの国境線の長さ:

ノルウェー: 729 km
スウェーデン: 586 km
ロシア 1,313 km

### 海岸線
- 海岸線 1,126 km (島と入り組んだ沿岸線を除く)

### 領海
- 隣接する海域:6海里(11km)
- 大陸棚: 深度200mか利用深度
- 漁業専管海域: 12海里 (22 km)
- 領海: 12海里 (22 km), フィンランド湾においては3海里 (6 km)

### 最高地点・最低地点
- 最低地点：バルト海 0 m
- 最高地点: ハルティアトゥントゥリ 1,328 m

## 天然資源と土地の使用
天然資源：材木、銅鉱石、亜鉛、鉄鉱石、銀鉱石
土地使用
耕作地: 8%
永久収穫地: 0%
永久牧草地: 0%
森林地: 76%
その他: 16% (1993 est.)
灌漑された土地: 640 km² (1993 est.)

## 環境問題
自然要因の問題として冬の寒冷期、不意に非常に寒くなり脅威が引き起こる。
環境問題としては製造業と発電所の大気汚染による酸性雨、工業水、農薬による水質汚濁、生息地の喪失による野生動物の減少の危機などがあげられる。これらの環境問題に対し、さまざまな条約を他国と結んでおり、残留性有機汚染物質に関する条約を結んでおり、京都議定書にも調印し、2002年に批准した。